# Zopfiella pleuropora
Zopfiella pleuropora är en svampart som beskrevs av Malloch & Cain 1971. Zopfiella pleuropora ingår i släktet Zopfiella och familjen Lasiosphaeriaceae.   Inga underarter finns listade i Catalogue of Life.